# Arthur Lasenby Liberty
Arthur Lasenby Liberty, né le 13 août 1843 à Chesham (Buckinghamshire, Angleterre)  et mort le 11 mai 1917 à Lee (Buckighamshire) est le  fondateur et propriétaire du grand magasin "East India house", aujourd'hui "Liberty" à Londres.

## Biographie
Son père est Arthur Liberty (1814-1901),  drapier  à Nottingham puis à Chesham,  sa mère, Rebecca Lasenby.
Il est étudiant à l’université de Nottingham, mais dès qu’il a seize ans  (1861) il devient apprenti drapier, il  travaille dans le domaine de la mode féminine.
Il se marie en 1865 avec Martha Cottam, dont il divorce en 1869. En 1875, second mariage avec Emma Louise, fille d’Henry Blackmore. Ils n’auront pas d’enfant.
Il ouvre, en 1875, sa propre boutique, East India house ». Il se spécialise dans  les objets décoratifs, les tissus d'ameublement et les objets d'art japonais et asiatiques. Le succès est rapide. Le style choisi est nouveau et  identifiable et les noms "Liberty" et  "Art nouveau" deviennent synonymes non seulement en Grande-Bretagne mais aussi en Italie : c'est le stile Liberty.
La réussite d’Arthur Lasenby Liberty est due à deux facteurs principaux : d’abord sa capacité de faire travailler pour lui de nombreux artistes et artisans : Edward William Godvin, Christopher Dresser, W.H.. Haseler, Rex Silver, Archibald  Knox, Frederickl James Patridge, Richard Lethaby et bien d’autres ; le second facteur est son ouverture à l’étranger tant par les artistes étrangers qu’il soutient que par sa volonté d’exporter ou de créer des établissements à l'étranger.Il a ainsi contribué à donner à la Grande=Bretagne une place importante sur le marche des arts décoratifs.
Il se retire des affaires en 1914 et meurt chez lui, à Buckinghamshire, le 11 mai 1917.  N’ayant pas d’enfant ce sont ses neveux qui reprennent l’affaire.